# آوریگا
آوریگا (انگلیسی: Auriga) شرکت فناوری اطلاعات آمریکایی است، که در سال ۱۹۹۰ تأسیس شد.